# Senior (album)
Pour les articles homonymes, voir Senior (homonymie).
Albums de Röyksopp
Junior
(2009) Late Night Tales: Röyksopp
(2013)
Senior est le quatrième album studio du duo norvégien Röyksopp, sorti en 2010, et lancé par un premier single The Drug, dont le clip, au scénario post-apocalyptique, s'inspire du cinéma d'horreur.
Le duo met en écoute gratuite l'intégralité de son album, une semaine avant sa sortie.

## Production
Senior se veut une contrepartie introspective, renfermée et atmosphérique aux « grooves dance pétillants » de Junior (2009),, Röyksopp déclarant qu'il a une « humeur plus automnale », en contraste avec la « sensation printanière » de Junior. Dans une interview accordée à l'émission Morning Becomes Eclectic de KCRW, Svein Berge qualifie Senior de « frère sénile de Junior qui vit dans le grenier ». Berge cite The Alcoholic comme un titre phare, expliquant qu'ils avaient « cette idée romantique et nostalgique basée sur ce hobo qui fait de l'auto-stop dans les trains et qui voyage d'un endroit à l'autre ».

## Promotion
Pour promouvoir Senior, Röyksopp sort le 6 août 2010 un film de 10 minutes intitulé Röyksopp's Adventures in Barbieland, contenant six titres de l'album. Réalisé par Andreas Nilsson, le film montre Röyksopp vivant comme deux musiciens âgés dans une maison remplie de poupées Barbie.
Le single The Drug sort le 8 août 2010. Le clip de la chanson, réalisé par le duo de réalisateurs norvégiens That Go (Noel Paul et Stefan Moore), est diffusé pour la première fois le 3 septembre 2010. Le clip met en scène trois filles (Amanda Bauer, Jessie Vanatta et Jenna Lammert) dans des T-shirts décorés à l'aérographe, marchant dans un paysage apocalyptique à Détroit, dans le Michigan,. Le deuxième single de l'album, Forsaken Cowboy, sort le 25 février 2011.
Le 4 novembre 2010, Röyksopp s'associe à Genero.tv pour lancer un concours permettant aux fans de créer des vidéos pour chacun des titres de Senior. Les gagnants sont annoncés le 27 janvier 2011, la vidéo de The Alcoholic ayant été choisie comme grande gagnante.

## Liste des pistes
1. ...And the Forest Began to Sing
2. Tricky Two
3. The Alcoholic
4. Senior Living
5. The Drug
6. Forsaken Cowboy
7. The Fear
8. Coming Home
9. A Long, Long Way

## Classements
| Classement (2010)                 | Meilleure position |
| --------------------------------- | ------------------ |
| Australian Albums (ARIA)          | 80                 |
| Australian Dance Albums (ARIA)    | 12                 |
| Belgique (Flandre Ultratop)       | 21                 |
| Belgique (Wallonie Ultratop)      | 31                 |
| Danemark (Tracklisten)            | 30                 |
| Pays-Bas (Mega Album Top 100)     | 41                 |
| European Albums (Billboard)       | 28                 |
| France (SNEP)                     | 128                |
| Allemagne (Media Control AG)      | 52                 |
| Greek International Albums (IFPI) | 33                 |
| Irlande (IRMA)                    | 58                 |
| Japanese Albums (Oricon)          | 226                |
| Norvège (VG-lista)                | 1                  |
| Écosse (OCC)                      | 49                 |
| Suède (Sverigetopplistan)         | 17                 |
| Suisse (Schweizer Hitparade)      | 28                 |
| Royaume-Uni (UK Albums Chart)     | 33                 |